# Semmelweis Egyetem Kardiológiai Központ
A Semmelweis Egyetem Kardiológiai Központja egy intervenciós kardiológiai centrum jelentős diagnosztikai kapacitással. Több, mint egy hagyományos kórház, mert speciális, különböző eszközökkel végzett szívgyógyászati diagnosztikus és terápiás beavatkozások elvégzésére alkalmas klinika. Ilyenek többek között a terheléses és 24 órás EKG, szívultrahang, CT és MR vizsgálat, koszorúérfestés és -tágítás, a különböző szívritmuszavarok szívkatéterrel történő vizsgálata és kezelése, illetve különböző pacemakerek és defibrillátorok beültetése.

## Bemutatása
Mint egyetemi klinika, a gyógyító-megelőző betegellátás mellett, az egyetemi klasszikus „hármas” feladat mindegyikében jelentős részt vállal. Az intézményben három nyelven (magyar, angol, német) folyik graduális orvosképzés. Emellett részt vesz a posztgraduális szak- és továbbképzésben, az alap- és ráépített szakvizsgára való felkészítésben, valamint a Doktori Iskola PhD-képzésében. A gyógyító munkát kiegészíti a kísérletes és klinikai kutatómunka, melyben nemzetközi hírű szakemberek vezetésével fiatal orvosok és orvostanhallgatók számára biztosítanak lehetőséget tudományos kutatás végzésére. A Kardiológiai Központ vezetésének és minden munkatársának célja az egészségügyi ellátás állandó és magas színvonalon történő megvalósítása. A Központban az MSZ EN ISO 9001:2009 minőségirányítási rendszer bevezetése a szakmai igényességet, a szolgáltatások biztonságos és finanszírozható megvalósítását, a szervezettség fokozódását szolgálja.

## Története

### Cardiovascularis Centrum
A Semmelweis Egyetem Ér- és Szívsebészeti Klinikájának önálló egységeként 2003. január 1-jén nyílt meg a Cardiovascularis Centrum a kor követelményeinek megfelelően felszerelt épületben. A modern stílusban épült klinikai szárnyat dr. Finta József tervezte, és a kivitelezésért 2004-ben Építőipari Nívódíj Elismerő Oklevélben részesült. A betegek ellátására a kezdetekkor 15 intenzív terápiás ágy és 10 hagyományos ágy állt rendelkezésre. Az egyetemi struktúra változását követve 2007. július 1-től a Semmelweis Egyetem Kardiológiai Tanszéke egyesült a Cardiovascularis Centrummal, majd átalakult Kardiológiai Központtá – magába foglalva a korábbi Radiológiai Diagnosztikai Központot, a Központi Laboratóriumot és a Kísérleti Kutató Laboratóriumot. A struktúraváltás kapcsán az igénybe vehető betegágyak száma közel kétszeresére nőtt.

### Kardiológiai Tanszék
A Kardiológiai Tanszék korábbi vezetői olyan ismert személyek voltak, mint Gottsegen György (1959–65), Gábor György (1966–79), Romoda Tibor (1979–81), Árvay Attila (1981–94), Lozsádi Károly (1994–2000), Keltai Mátyás (2000–2007) professzorok. Az egyesült Kardiológiai Központ-Kardiológiai Tanszék új típusú, modern ellátást biztosító, rövid kórházi tartózkodással nagy számú beteget kezelő kardiológiai centrum, amelynek vezetője Merkely Béla egyetemi tanár.

### A János Szanatórium
A Városmajor utcai épület 1912-ben épült; a János Szanatórium első igazgatója dr. Simaházi Totth Gedeon volt. A „Sváb-hegy oldalán megnyitott előkelő szanatórium” az akkor legmodernebb felszereléssel rendelkezett (40 ágy). Kezelték itt Babits Mihályt, Ady Endrét, később Jávor Pált, Uray Tivadart. A második világháborúban Budapest ostroma minden szörnyűségével végigsöpört a jó nevű intézményen is. Az államosítás után a János Kórházhoz csatolva a Fővárosi Tanács Budai Közkórháza kapott itt helyet, 160 ággyal. 1951-ben a Budapesti Orvostudományi Egyetem Sebésztovábbképző Klinikája lett (140 ágy) a hidegháborús készülődés jegyében felfokozott sebészképzés igényeinek megfelelően. 1957. március 15-től IV. sz. Sebészeti Klinika lett az intézet neve, azóta folyik itt oktatás. 1981 óta Városmajori Szív- és Érgyógyászati Klinika néven ismert (120 ágy). Ennek 2003-ban egyik újonnan épült szárnyában alakult meg a kardiológiai profilú osztály, a Cardiovascularis Centrum.

### Meghatározó orvosok
- Dr. Hüttl Kálmán (radiológus) – A Képalkotó Diagnosztikai Osztály vezetője, illetve 2008 és 2019 között a Központ igazgatóhelyettese volt.
- Dr. Szabolcs Zoltán

## Osztályok
A Kardiológiai Központ főépülete három szintből áll, a harmadik emeleten (az épület fekvéséből adódóan ez az utcai szint a Gaál József utca felől) az ambulanciák, a sürgősségi szoba és egy nagyobb, már fennjáró betegek elhelyezésére szolgáló kórterem található. A második szinten a kardiológiai őrző és két másik kórterem van. Az első szinten az oktatóterem és a személyzeti szobák találhatók. Emellett az épülettömb Városmajor utca felőli oldalán, a földszinten helyezkedik el az ún. Röntgen osztály három katéteres laborral (1-1 szívkatéteres, érkatéteres és elektrofiziológiai labor), valamint a Kardiológiai Osztály 17 ággyal,  amelynek kórtermeiben a hatékony, gyors felépüléssel járó beavatkozásokon átesett betegek kezelése folyik.

### Cardiovascularis Centrum - Invazív Kardiológiai Osztály
- Osztályvezető: Dr. Becker Dávid egyetemi docens
- Osztályvezető helyettes: Dr. Zima Endre PhD, egyetemi tanársegéd
- Főnővér: Lantosné Klingler Judit

A klinika alapvető betegellátó osztálya. Az Invazív Kardiológiai Osztály 27 ágyának részét képezi a Kardiológiai Intenzív, ahova a friss infarktussal érkező betegeket, valamint a klinika minden súlyos állapotú betegét veszik fel. Főként sürgősséggel felvett, gyakran súlyos állapotú betegek kezelésére és megfigyelésére szolgál. A Kardiológiai Intenzív minden ágya (15 ágy) központi és ágy melletti monitorral felszerelt, lélegeztetőgép és IABP alkalmazására megfelelő helyet és infrastruktúrát biztosít. A tartósan fekvő betegek részére minden ágy anti-decubitus matraccal ellátott. Rendelkezik az osztály egy egyágyas intenzív ellátásra és elkülönítésre is alkalmas betegszobával. Az Invazív Kardiológiai Osztály többi ágyán (12 ágy) elsősorban a katéteres és elektrofiziológiai beavatkozásokat követő megfigyelés és gyógyszerbeállítás történik. Emellett ezen az osztályon és az ambuláns betegfelvételi helyiségben történik a vérvétel, az EKG készítése, valamint a betegek orvosi kikérdezése és kivizsgálása.

### Kardiológiai Osztály
- Osztályvezető: Dr. Gellér László PhD, egyetemi tanár
- Osztályvezető helyettes: Dr. Apor Astrid egyetemi tanársegéd
- Főnővér: Simay Katalin

A Kardiológiai Osztály egy hagyományos kardiológiai osztály, ahol a rövid kórházi tartózkodással járó beavatkozásokat követően kezelik a betegeket. Ilyen lehet pl. a szívritmus-szabályozó (pacemaker) beültetés, az elektrofiziológiai vizsgálat, a tágítás nélküli koszorúérfestés. Emellett azonban ezen az osztályon folyik hagyományos kardiológiai fekvőbeteg-ellátás is.

### Ambulancia
- Ambulanciavezető: Dr. Bárczi György egyetemi tanársegéd
- Ambulanciavezető helyettes: Dr. Marozsán Ibolya klinikai szakorvos
- Ambulanciavezető asszisztens: Bokrosné Magyar Erzsébet

A járóbeteg-ambulancián előzetes időpont-egyeztetést követően, fogadják a beutalóval érkező betegeket. A hagyományos kardiológiai vizsgálómódszerek (kerékpár- és futószalagos terhelés, szívultrahang) mellett szakambulanciát működtetnek pacemakerrel élő betegek és szívelégtelenségben szenvedő betegek számára is. A terheléses vizsgálatok és a szívultrahang vizsgálatok egyrészt a főépületben (Gaál József u.), másrészt a Képalkotó Diagnosztikai Részleg épületében zajlanak.

### Képalkotó Diagnosztikai Részleg
- Részlegvezető:
- Részlegvezető helyettes: Dr. Balázs György egyetemi adjunktus
- Részlegvezető asszisztens: Koczkás Andrea

A Képalkotó Diagnosztikai Osztály épülete a Határőr út 18. sz. alatt található. A szív- és érrendszeri betegségek vizsgálatát speciális géppark segíti, amelyekkel elvégezhetők a legkorszerűbb diagnosztikai eljárások is. CT és nagy teljesítményű MRI készülékkel elektív (előjegyzés alapján történő) és akut vizsgálatokat is végeznek.

## Betegellátás
A Kardiológiai Központ-Cardiovascularis Centrum a Semmelweis Egyetem legnagyobb betegforgalmú sürgősségi központja. Az országban itt kezelik a legtöbb szívinfarktusos beteget, és itt végzik a legtöbb katéteres szívműtétet, pacemaker és újraélesztő készülék beültetését.

### Betegutak a Kardiológiai Központba
A Semmelweis Egyetem Kardiológiai Központja a progresszív betegellátás egyik csúcsintézménye. Betegek a Kardiológiai Központba a következő módokon érkezhetnek:
- Akut ellátást igénylő betegek a háziorvos, az ügyelet, a mentőszolgálat, illetve más kórházak orvosai által megállapított betegség esetén kerülhetnek felvételre.
- Tervezett beavatkozásra más kórházak, illetve az intézet ambulanciája által előjegyezve érkezhetnek a betegek.
- Az ambulancián a háziorvosok által beutalt betegek vizsgálata, illetve az intézetben korábban beavatkozáson átesett betegek kontrollálása történik, előjegyzés alapján.

### Járóbeteg-ellátás
A járóbeteg-szakellátás előjegyzés alapján zajlik. A betegeket kérik, hogy telefonos időpontegyeztetést követően, beutalóval keressék fel az intézetet. Tekintettel arra, hogy a betegek az ország egész területéről jöhetnek, a messziről, mentővel érkező betegek bizonyos esetekben elsőbbséget élvezhetnek. A páciens a megadott időpontban jelentkezzen a betegfelvételi pultnál. TAJ-kártyáját, személyi igazolványát, lakcímkártyáját, korábbi orvosi leleteit, zárójelentéseit hozza magával.

### Fekvőbeteg ellátás
A Kardiológiai Központban speciális, szívkatéteres vizsgálatokat és műtéteket (koszorúér tágításokat, szívritmuszavar analíziseket, pacemaker- és defibrillátor beültetéseket) végeznek nemzetközi mércével mérve is igen nagy számban. Az egész országból érkeznek a betegek, jelentős részük sürgős, azonnali beavatkozást igénylő betegséggel (pl. heveny szívizom infarktussal).

## Kísérleti kutatólabor
A Kísérleti kutatólabor a Kardiológiai Központ gyógyító tevékenységéhez kapcsolódóan széles körű lehetőséget kínál a szív- és érrendszeri betegségek hátterében álló morfológiai, biokémiai, immunológiai és genetikai változások humán vizsgálatokban való feltárására.
A keringésélettani kutatólabort Juhász-Nagy Sándor alapította (1966) és vezette több mint negyven éven át, jelentős eredményeket érve el a szívműködés (kór)élettani folyamatainak vizsgálatával.
A Kardiológiai Központban folyó – részben társintézetekkel együttműködésben végzett – kutatómunka fő irányvonala az ischaemiás szívbetegségek, szívizombetegségek, illetve a szívritmuszavarok diagnosztikája és terápiája.
A Kardiológiai Központ akkreditált doktori programmal rendelkezik.

### Tudományos kooperációk
Universitätsklinik Heidelberg, Németország
- Prof. Gábor Szabó
- Dr. Weymann Alexander
- Dr. Bastian Schmack

Leuveni Katolikus Egyetem (Belgium)
- Prof. Stefan Janssens
- Dr. Peter Pokreisz

## Vezetőség
- Prof. Dr. Merkely Béla / az MTA doktora, klinikaigazgató
- Dr. Becker Dávid / igazgatóhelyettes
- Háda Beatrix / intézetvezető főnővér